# Lone Oak (Kentucky)
Lone Oak is een plaats (buurtschap) in de Amerikaanse staat Kentucky, en valt bestuurlijk gezien onder McCracken County.

## Demografie
Bij de volkstelling in 2000 werd het aantal inwoners vastgesteld op 454.
In 2006 is het aantal inwoners door het United States Census Bureau geschat op 439, een daling van 15 (-3,3%).

## Geografie
Volgens het United States Census Bureau beslaat de plaats een oppervlakte van
0,7 km², geheel bestaande uit land.

## Opheffing gemeente
Het plaatsje was van 1981 tot 2008 een 'incorporated town' (vergelijkbaar met een gemeente), maar in de verkiezingen van 2008 besloten de kiezers met een meerderheid van 11 stemmen hun gemeente op te heffen. Het gebied van de gemeente komt daarmee bestuurlijk te vallen onder McCracken county waarin het gelegen is.
De redenen voor de opheffing zijn voornamelijk financieel. De burgers van een 'town' moeten namelijk bijvoorbeeld een burgemeester onderhouden en betalen daar extra belasting voor. Zij kregen in Loan Oak weliswaar daar een politieagent voor terug, maar de sheriff van de county zorgt ook goed voor de veiligheid. Het plaatsje is te klein om andere diensten te bekostigen.

## Plaatsen in de nabije omgeving
De onderstaande figuur toont nabijgelegen plaatsen in een straal van 12 km rond Lone Oak.